# Anne Holtsmark
Anne Elisabeth Holtsmark, född 21 juni 1896 i Kristiania, död 19 maj 1974 i Oslo, var en norsk filolog och språkforskare. Hon var den första kvinnliga professorn i norrön filologi vid Universitetet i Oslo.

## Biografi
Holtsmark växte upp i Kristiania (Oslo) och Ås som näst äldst av fem syskon. Hennes föräldrar var fysikern Gabriel Gabrielsen Holtsmark (1867–1954) och Margrete Weisse (1871–1933), dotter till Johan Peter Weisse. Bland syskonen märks Johan Peter Holtsmark och Karen Holtsmark. Bernt Holtsmark var hennes farbror.
Efter att ha gått ettårigt handelsgymnasium var Holtsmark åren 1913–15 anställd vid Christiania Sparebank innan hon bestämde sig för att skaffa högre utbildning. Hon tog studenten (examen artium) 1917 och blev candidata philologiæ 1924 med norska som huvudämne. Hon var därefter anställd vid Oslo universitetsbibliotek fram till utgången av år 1930. Följande år utnämndes hon till docent i norrön filologi vid Universitet i Oslo, där hon 1949 efterträdde Magnus Olsen som professor i samma ämne. År 1950 drabbades hon av multipel skleros, vilket tidvis gjorde henne förlamad och ledde till att hon år 1961 lämnade sin professur.
Holtsmarks doktorsavhandling, En islandsk scholasticus fra det 12. århundre, har som ämne den "första grammatiska avhandlingen" på Island från omkring år 1150, vari gjordes ett försök att beskriva det isländska språkets ljudsystem i syfte att finna en rationell ortografi. Holtsmark visar att författaren till denna avhandling inte har haft så djupa kunskaper i främmande språk som man tidigare trott, eftersom han hämtar all sin kunskap från samtida isländska skrifter. Däremot har han haft en ovanlig förmåga att göra bruk av sin kunskap.
Ett av Holtsmarks huvudintressen var den norsk-isländska skaldediktningen och hur denna påverkades av samtida västeuropeisk kultur. Detta berörs i hennes, tillsammans med Jón Helgason, kommenterade utgåva av Ragnvald Kale Kolssons och Hall Torarinssons Háttalykill enn forni – en versmåttsnyckel från cirka 1150, som var föregångare till Snorre Sturlassons Háttatal.
I avhandlingen Myten om Idun og Tjatse i Tjodolvs Haustlǫng bygger Holtsmark vidare på den brittiska forskaren Bertha Phillpotts teori att en del eddadikter skulle återspegla kultiska dramer. Holtsmark menade sig finna exempel på detta i Tjodolfs skölddrapa Höstlång. De bilder som funnits på den sköld som Tjodolf beskriver har, menar hon, återgivit kulthandlingar i en fruktbarhetskult, vars syfte varit att säkra årsväxten. Bortförandet och återtagandet av Idun har varit det centrala elementet i detta kultdrama, och det är ur dessa kulthandlingar som den myt har uppstått som beskrivs i dikten, och som Snorre senare återberättar i sin Edda.
Anne Holtsmark hade en omfattande bokproduktion. Hon skrev dessutom ett stort antal artiklar om ord och uttryck i dikt och prosa, av vilka en del samlades i festskriften Studier i norrøn diktning, 1956. Hon bidrog även med artiklar i Norsk biografisk leksikon och i Kulturhistoriskt lexikon för nordisk medeltid. Hennes för en större allmänhet mest kända verk torde vara den populära Norrøn mytologi. Tro og myter i vikingtiden, 1970. (På svenska Fornnordisk mytologi: Tro och myter under vikingatiden, Studentlitteratur 1992. ISBN 91-44-34621-2)
Holtsmark var medlem av Det Norske Videnskaps-Akademi (sedan 1941) och av flera utländska vetenskapssällskap. Hon var hedersdoktor vid Háskóli Íslands och blev 1958 riddare av Sankt Olavs orden (1:a klass). År 1959 mottog hon Fridtjof Nansens belønning for fremragende forskning.

## Verk i urval
- Þorbjørn Hornklofes Glymdrápa. Bidrag till nordisk filologi av studerande vid Universitetet i Oslo 7, 1927
- En tale mot biskopene. En sproglig-historisk undersøkelse med facsimilia, Det Norske Videnskaps-Akademi, Skr. II 1930 nr. 9, 1931
- En islandsk scholasticus fra det 12. århundre, doktorsavhandling, Det Norske Videnskaps-Akademi, Skr. II 1936 nr. 3, 1936
- Háttalykill enn forni (tillsammans med Jón Helgason), Bibliotheca Arnamagnæana 1, København 1941
- Myten om Idun og Tjatse i Tjodolvs Haustlǫng, i Arkiv för nordisk filologi 64, Lund 1949, s. 1–73
- Ordforrådet i de eldste norske håndskrifter til ca. 1250, 1955
- Studier i norrøn diktning (festskrift till 60-årsdagen, ett urval korta artiklar), 1956
- Studier i Snorres mytologi, Det Norske Videnskaps-Akademi, Skr. II Ny serie nr. 4, 1964
- Norrøne gude- og heltesagn, 1966
- Norrøn mytologi. Tro og myter i vikingtiden, 1970

### Översättningar
- Snorri Sturluson: Kongesagaer (tillsammans med D. A. Seip), 2 bd., 1934
- Snorri Sturluson: Edda, 1950
- Legendariske Olavs-saga, 1956
- Sverres saga, 1961
- Sturla Þórðarson: Håkon Håkonssons saga, 1964
- Orknøyingenes saga, 1970